# 國家女性主義
國家女性主義（英語：State feminism），是以國家力量支持或創造的女性主義。自1880年代，挪威便有政府支持的自由主義女性主义传统。挪威女性主義者赫爾內斯便在1987年論文〈福利國家與女力：國家女性主義論文集〉（英語：Welfare State and Woman Power. Essays in state feminism）正式提出術語「國家女性主義」。而其他北欧国家亦有政府支持的性别平等政策，即北欧模式。 
在另個語境中，不同於前述北歐等西方國家，國家女性主義或指國家規範其女性主义政策，禁止非政府组织倡导的其他女性主义项目，通常指中东国家世俗主义政策下強制的国家女性主义。

## 起源
1987年，挪威政治学家赫爾內斯创造「國家女性主義」。  1980年代的女性主义者們重新思考政府在改善妇女生活可能发挥的作用。 作为系统，国家可以支持不同阶级、性别和“種姓”的利益。 它还可以支持在政府或社会中获得不同程度支持的各种项目。  國家女性主義理论源自北歐諸国及其性别平等政策。1970年代至80年代，北歐的女权组织成功地呼吁政府实现性别平等。 同时，许多行動者进入劳动力市场，從而进入公共領域。 赫爾内斯視此過程為走向“女性友好”國家的方法論，及“國家女性主義”的濫觴。 赫爾内斯指出，在這些國家中，自由福利政策的提高与立法机构中女性代表比例提高呈正相關。 
1995年，McBride與Mazur為首的學者們成立「性別政治與國家研究」（Research Network on Gender Politics and the State, RNGS）團隊。  RNGS 试图澄清國家女性主義的概念，最初定义为“当妇女政策機制以妇女运动行動者的盟友，实现政策目标和使女性进入决策圈的程序”。 随着RNGS對1960年至 2000年代之间“热点議題”的討論，系統化的國家女性主義理论框架成形。 

## 理论
國家女性主義，關注政府在推動性别平等价值观的政策议程及执行過程。 McBride 和 Mazur 區分了两种源自政府機關內运动的國家女性主義：“运动中的國家女性主義”和“轉型中的國家女性主義”。 运动中的國家女性主義，是政府回應婦女運動，制定“基于性别意识、妇女团结和妇女的需求”的政策。  國家女性主義理論定義运动中的國家女性主義需有两項要素，“基於女性考慮自身與社會關係而發展的性別意識論述；以及公共領域中代表這些論述的行動者”。 轉型中的國家女性主義，是国家内部已变成“明确的女性主义”，并努力实现完全的性别平等。 
McBride 和 Mazur，进一步将國家女性主義區分成“高程度、中程度和小程度”。 将赫爾内斯的國家女性主義理论定義為高程度的國家女性主義 ，即國家女性主義與政策机關相联結。 中程度的國家女性主義，採取Threlfall的定義：“自下而上的衝撞与自上而下的整合政策相互作用”。  中程度的國家女性主義定义了不在国家之中的女性与女性官僚间的互动，女性能夠参与政策议程和政策目标。 最后，小程度的國家女性主義有4种类型：A型，是民选政府采纳“議題女性主义者”的要求；B型，是非民選領導者採取有利婦女的政策；C型，是民选官員制定支持女性的政策；D型，是“創立妇女政策機關。” 

### 腳註
1. ↑  Badran (2009), p. 223
2. ↑  McBride & Mazur 2010，第4頁.
3. 1 2  Franceschet 2003，第17頁.
4. ↑  Kobayashi 2004，第19頁.
5. 1 2 3 4  Borchorst, Anette; Siim, Birte. . Feminist Theory. 2008-08-01, 9 (2): 207–224. ISSN 1464-7001. S2CID 145003472. doi:10.1177/1464700108090411 （英语）.
6. 1 2 3 4  McBride, Dorothy E.; Mazur, Amy; Lovenduski, Joni. . Philadelphia: Temple University Press. 2010. ISBN 978-1-4399-0209-7. OCLC 658085869.
7. ↑  Kantola, Johanna; Squires, Judith. . International Political Science Review. September 2012, 33 (4): 382–400  [2023-03-12]. ISSN 0192-5121. S2CID 145279424. doi:10.1177/0192512111432513 . （原始内容存档于2023-03-14） （英语）.
8. 1 2 3  McBride & Mazur 2010，第5頁.
9. 1 2 3 4 5 6 7  Hedlund, Gun; Lindberg, Malin. . Women's Studies International Forum. 2012-05-01, 35 (3): 166–172. ISSN 0277-5395. doi:10.1016/j.wsif.2012.03.005 （英语）.